# Sirok megállóhely
Sirok megállóhely egy megszűnt Heves vármegyei vasúti megállóhely, melyet a MÁV üzemeltetett Sirok településen.

## A megálló
A megálló külterületen, a falu és Kőkútpuszta között, a Kisterenye–Kál-Kápolna-vasútvonal és a 2415-ös út egyik átjárójánál létesült. A megállót a 2007-es vasútbezárás szüntette meg. Az Országos Kéktúra is érinti a megállót, a 21-es és 22-es szakaszok kijelölt határa, bélyegzőhely.

## Vasútvonalak
A megálló nemcsak a Kisterenye–Kál-Kápolna-vasútvonal megállója volt, hanem itt volt egy ipari kisvasút átrakója is, amivel a kb. 900 méterre lévő Vár-hegyi bányában fejtett köveket hoztak ide, hogy a nagyvasúti kocsikra rakják át

## Kapcsolódó állomások
A vasútállomáshoz az alábbi állomások vannak a legközelebb:
- Kőkútpuszta megállóhely
- Recsk-Parádfürdő vasútállomás

## Külső hivatkozások
- Sirok megállóhely – Vasútállomások.hu